# Monte Boyd
Il Monte Boyd è una montagna di forma piramidale, alta 2.960 m che fa parte dei Monti Bush, una catena montuosa dei Monti della Regina Maud, in Antartide. È posizionato circa 3 miglia nautiche (6 km) a ovest del Monte Bennett.
Fu scoperto e fotografato dal Programma Antartico degli Stati Uniti d'America, 1939–41. Venne poi ispezionato dal geofisico ed esploratore Albert P. Crary, leader del gruppo di esplorazione antartica americano che avanzava attraverso la Barriera di Ross nel 1957-58. La denominazione è in onore di Walter Boyd, Jr., glaciologo del gruppo di esplorazione.